# 尾上松也 (2代目)
二代目 尾上 松也（おのえ まつや、1985年1月30日 - ）は、日本の歌舞伎役者、俳優、声優。東京都中央区銀座7丁目で生まれ育った。屋号は音羽屋、家紋は抱き若松。歌舞伎名跡「尾上松也」の当代。身長178cm。IMYのメンバー。
父は六代目尾上松助、母は元新派女優の河合盛恵、祖父は新派名脇役の春本泰男、祖母は新橋芸者で『東をどり』の清元節唄方の名手だった清元延はる寿、叔父は大谷桂三（初代尾上松也）、妹は新派女優の春本由香。所属：松竹エンタテインメント。

## 略歴
1990年（平成2年）5月、5歳のとき、歌舞伎座で父・尾上松助の襲名披露に併せ、二代目尾上松也として『伽羅先代萩』の鶴千代役で初舞台。父・松助の襲名披露記者会見の前日に、当時の松竹会長・永山武臣の「息子はいくつになった?出しちゃえ」という鶴の一声で初舞台が決まった。
以後、父・松助の血を受け継ぎ、数々の子役で多くの賞を受ける。
10代後半から20代前半は、「弁天娘女男白浪」の伜宗之助などの若衆役や、「人情噺文七元結」の長兵衛娘お七、「児雷也豪傑譚話」成金コギャルお辰などの女形を中心に、父・松助が所属する、七代目尾上菊五郎率いる菊五郎劇団で活動してきた。
2005年（平成17年）12月26日、20歳のとき、父・松助が死去した。父の弟子であった3人には「何もできないから他の方に弟子入りし直してくれて構わない」と話したが、全員がこのまま松也の弟子となると言ってくれたという。「父親から受け継いだ一番の財産が、この3人の弟子であると考えている」と発言している。
父の死去後、「これまでのようにゆったりと過ごしているわけにはいかない」と、市川猿之助 (4代目)（当時は亀治郎）の自主公演出演をきっかけに、自らも2009年から自主公演『挑む』を年1回のペースで継続して主催している。
20代後半からは、「寿曽我対面」の曽我五郎時政、「隅田川花御所染」の猿島惣太、「菅原伝授手習鑑」の舎人桜丸、武部源蔵など立役を中心に活躍。
2012年、重要無形文化財（総合認定）に認定され、伝統歌舞伎保存会会員となった。「ボクの四谷怪談」以降、歌舞伎と並行してミュージカルにも出演している。2016年にはミュージカル『狸御殿』で、また、2018年には新感線☆RS『メタルマクベス』disc2で、主演を務めた。
2014年は、端整な容姿と涼やかなよく通る声を活かし、一気に開花する年となった。6月にはコクーン歌舞伎にて「三人吉三」のお坊吉三に抜擢され、連日立ち見が出るほどの大成功を収めた（和尚吉三 中村勘九郎、お嬢吉三 中村七之助）。
以降バラエティー番組にも多数出演し、知名度も大きく上がった。12月にはNHK紅白歌合戦のゲスト審査員を務めた。
2015年1月の新春浅草歌舞伎では、中心となる花形全員が20歳代という一気に世代交代した中で、リーダー役を務め、「仮名手本忠臣蔵5.6段目」の早野勘平などを演じた。課題はあるが、実年齢に近い、絵になる勘平との評価を得た。同年3月には京都南座で、1月の新春浅草歌舞伎とほぼ同じ若いメンバーで1か月の公演がなされ、松也は「鳴神」の鳴神上人、「弁天娘女男白浪」の弁天小僧菊之助などを演じた。また、9月には、新作歌舞伎「あらしのよるに」で、前月まで演じていたミュージカル「エリザベート」のルキーニ役とは180度異なる ヤギめい役を演じ（座頭はガブ役の中村獅童）好評を得、これらの実績が評価され、2016年には、第37回松尾芸能賞新人賞を受賞した。
その他、2016年9月には『九月新派特別公演』で新派初出演と妹の春本由香との共演を果たし、その後も、ディズニー映画の声優や、連続テレビドラマの主演を務めるなど、ますます活躍の場を広げている。
2019年1月23日、山崎育三郎、城田優とユニット『IMY（あいまい）』を結成。ユニット名は3人の名前のアルファベットの頭文字を組み合わせたものである。同年4月20日にBunkamuraオーチャードホールで旗揚げ公演が開催されることも併せて発表した。また、旗揚げ公演に先駆けニッポン放送において特別番組が放送された。
得意の歌唱を活かし、2020年の大晦日にはももいろ歌合戦（BS日テレ・ニッポン放送・AbemaTV）へ初出場。
2022年1月14日、新型コロナウイルスの濃厚接触者に該当する可能性があるとして、東京・歌舞伎座「壽　初春大歌舞伎」（27日まで）の第三部「岩戸の景清」の出演を取りやめることとなったことを松竹が発表する。松也が務める予定だった悪七兵衛景清役は、14日から当面の間、市川猿弥が務めることも発表された。
同年4月1日、新型コロナウイルスの陽性判定を受け、同月3日の巨人・阪神戦（東京ドーム）で行う予定だった始球式が取りやめとなった。
2023年7月、新作歌舞伎『刀剣乱舞 月刀剣縁桐（つきのつるぎえにしのきりのは）』で初めて演出を手がける。
来年の新春浅草歌舞伎PRインタビューに於いて、中止期間の2回も含め自分たちの責任公演として10年目にあたる2024年1月で自分自身は卒業し、先輩方同様に次の世代に可能性がつながるような、いい形でバトンを渡したいと語っている（2023年10月時点
）。

## 人物
本名の龍一は幕末の志士・坂本龍馬から採られたもの。2代目松也の両親が坂本龍馬が登場人物のひとりである新派の舞台『寺田屋お登勢』で出逢って結婚したという経緯もあって、息子に龍馬の名から一字をつけた。そのことを両親から聞かされた松也は「学校の授業などで龍馬の名が出ると、親戚の兄さんが出てきたような気になった」と語っている。
各種お稽古事は次の通り。 ①日本舞踊：尾上菊之丞・三世藤間勘祖（中学入学後習い始め）②清元節の浄瑠璃。過去に長唄三味線、小鼓、大鼓、太鼓（※2010年当時）。
趣味は野球とフットサル。
野球は、父の影響を受けて読売ジャイアンツの大ファンである。小学生の頃は軟式の少年野球チームに属し、学校や歌舞伎座に行く際も必ず鞄にグローブとボールを入れて持ち歩いていた。現在は歌舞伎役者や大道具スタッフらの草野球チームに属しており、松本幸四郎 (10代目)（当時は7代目染五郎）率いるアダルトチームと松也が属するヤングチームで、東京ドームを借り切って対戦したこともある。その際の国歌斉唱は、松本白鸚 (2代目)（当時は9代目幸四郎）が行った。2023年1月29日には日本プロ野球名球会が松山市の坊ちゃんスタジアムで行った「野球伝来150周年記念試合」の相手チームの中核として、音羽屋の同門にあたる東京ヤクルトスワローズファンの坂東彦三郎 (9代目)に加え、上地雄輔・武井壮・稲村亜美などのメンバーを集めた「松竹ロビンス」を結成し、「1950年セリーグ初代王者の復刻（注：1950年の松竹ロビンス）として往時に似たデザインのユニフォームを着用した。
フットサルでは、堀越高校時代の仲間が中心で中村七之助なども属する2009年に作ったチームのキャプテンを務めている。
若手の歌舞伎役者仲間で「歌舞伎ダーツクラブ」を作っている。リーダーは、二代目中村勘太郎(のち六代目中村勘九郎）。メンバーは、四代目中村梅枝・二代目尾上松也・四代目中村種太郎（のち四代目中村歌昇）・中村壱太郎・坂東新悟など（※2010年当時）。
市川猿之助 (4代目)（当時は2代目亀治郎）に連れられて「ライオンキング」を鑑賞したことがきっかけで、ミュージカルに興味を持つ。
カラオケ等で歌ったミュージカルソングを仲間内で誉められ、オーディションを受けるなどするうちに、蜷川幸雄演出の「ボクの四谷怪談」に出演する機会を得た。
俳優の生田斗真は堀越高校時代の同級生で、高校時代は互いの家を頻繁に行き来していた仲である。中村七之助 (2代目)や嵐の松本潤は一学年上であるが、ホームルーム等が一緒だったこともあり仲が良く、今も交流がある。
2022年7月31日放送分の日本テレビ『ゼロイチ』に出演し、街ブラロケで宮下草薙と共演して以来、メンバーの宮下兼史鷹とはボードゲームで遊んだりするほど親交がある。
大の甘党でありスイーツ好きを自称する。2014年8月の自主公演『挑む』開催時では佐賀県および日本橋老舗 江戸文化研究會とコラボレーションし、オリジナルのスイーツ「松也プロデュース 『挑む』限定 有田焼風鈴（ぷりん）あんみつ」をプロデュースしている。また、連続ドラマ初主演作となった『さぼリーマン甘太朗』の飴谷甘太朗役や劇場アニメ『映画 キラキラ☆プリキュアアラモード パリッと!想い出のミルフィーユ!』に登場するパティシエのジャン＝ピエール・ジルベルスタイン役など、スイーツにまつわる役を演じる際には、役作りを楽しんでいたという。
好きな耳たぶを噛みたいという重度の耳フェチ。特に好きな耳たぶは、外気に冷やされた時の耳たぶ。軟骨の少ない柔らかい耳も好きであると爆笑問題の日曜サンデーゲスト出演時に語っている。
コロナ禍で2020年のステイホーム期間中にキャンドル及びお香にハマり、自宅にキャンドルを100個以上収集し、夜間は室内照明を使わずにキャンドルの灯りで過ごすなど、天然の「炎」から癒やしを得ている。
雑誌やTV等のメディアでキャンドルの素晴らしさを熱く語るうちに趣味が高じて、2021年7月、『一般社団法人 日本キャンドル協会』の理事に就任した。
息子が生まれたらメジャーリーガーになってもらいたいと言っている。
好きな食べ物はジンギスカン。『充電させてもらえませんか?』に出演した時に質問されてそのように答え、ロケ中に実際食べる機会があった。

## 出演作

### 舞台

#### 歌舞伎（主なもの）
- 伽羅先代萩 - 足利鶴千代（1990年5月、歌舞伎座（初舞台））、一子千松（1991年11月、歌舞伎座）（1993年2月、歌舞伎座）
- 源平布引滝 - 伜太郎吉（1990年9月、歌舞伎座）（1993年1月、国立劇場（国立劇場特別賞受賞））
- 重の井子別れ - 自然生の三吉 実は 与作子与之助（1990年12月、祇園甲部歌舞練場）（1992年4月 金丸座）（1992年9月、歌舞伎座）
- 盛綱陣屋 - 高綱一子小四郎（1991年10月、国立劇場（国立劇場特別賞受賞））（1994年11月、歌舞伎座）（1997年3月、大阪松竹座）
- 仮名手本忠臣蔵 - 大星力弥（2001年3月、新橋演舞場）
- 人情噺文七元結 - 長兵衛娘お久（2001年7月、国立劇場）（2002年2月、博多座）
- 傾城反魂香 - 土佐修理之助（2001年10月、三越劇場）（2011年11月、新橋演舞場）
- 弁天娘女男白浪 - 伜宗之助（2003年1月、歌舞伎座）（2004年7月、大阪松竹座） - 赤星十三郎（2004年10月、三越劇場）（2006年11月、新橋演舞場）
- 児雷也豪傑譚話 - 娘・お辰（2004年4月、御園座）（2005年3月、南座）（2005年11月、新橋演舞場）
- 磯異人館 - 集成館警固役 岡野周三郎（2007年8月、歌舞伎座） - 薩摩藩外国掛 五代才助（2018年2月、博多座）
- 双蝶々曲輪日記 角力場 - 山崎屋与五郎/放駒長吉（2008年4月、金丸座）、放駒長吉（2017年1月、浅草公会堂）
- 夏祭浪花鑑 - 一寸徳兵衛（2008年4月、金丸座）、- 五島磯之丞（2011年3月、博多座） - 一寸徳兵衛（2017年7月、大阪松竹座）
- 源平布引滝 - 御台葵御前（2008年9月、新橋演舞場）
- 三人吉三巴白浪 - 手代十三郎（2009年11月、新橋演舞場）
- 連獅子 - 仔獅子の精（2010年3月、南座）※親獅子は中村獅童/ - 親獅子の精（2017年2月、大阪松竹座）
- 葛の葉 - 安部保名（2011年12月、平成中村座（隅田公園）、2015年4月、金丸座）
- 仮名手本忠臣蔵 - 顔世御前（2012年4月、新橋演舞場）
- 寿曽我対面 - 曽我五郎時政（2013年1月、浅草公会堂）（2019年1月、浅草公会堂）
- 極付幡随長兵衛 - 出尻清兵衛（2013年1月、浅草公会堂）
- 隅田川花御所染 - 猿島惣太 実は 粟津七郎（2013年3月、国立劇場）
- 太刀盗人 - すっぱの九郎兵衛（2013年5月、南座）
- 権三と助十 - 駕籠舁助十（2013年11月、明治座）
- 吹雪峠 - 助蔵（2014年3月、南座）（2016年12月、歌舞伎座）
- 菅原伝授手習鑑 加茂堤・車引 - 舎人桜丸(2014年4月、金丸座）
- 菅原伝授手習鑑 寺子屋 - 武部源蔵(2014年4月、金丸座）（2016年12月、歌舞伎座）
- コクーン歌舞伎「三人吉三」 - お坊吉三（2014年6月・7月、シアターコクーン / まつもと市民芸術館）
- 仮名手本忠臣蔵 五・六段目 - 早野勘平（2015年1月、浅草公会堂）
- 鳴神 - 鳴神上人（2015年3月、南座）
- 弁天娘女男白浪 - 弁天小僧菊之助（2015年3月、南座）
- 新作歌舞伎 あらしのよるに - ヤギめい（2015年9月 南座）(2016年12月、歌舞伎座）(2018年11月、博多座)
- 音羽嶽だんまり - 音羽夜叉五郎（2015年10月、歌舞伎座）
- 本朝廿四孝 - 武田勝頼（2015年12月、歌舞伎座）
- 重戀雪関扉 - 良峯少将宗貞（2015年12月、歌舞伎座）
- 妹背山婦女庭訓 - 烏帽子折求女 実は 藤原淡海（2015年12月、歌舞伎座）（2018年6月　歌舞伎座）
- 与話情浮名横櫛 源氏店の場 - 切られ与三郎（2016年1月、浅草公会堂）
- 義経千本桜 川連法眼館の場 - 佐藤忠信・忠信 実は 源九郎狐（2016年1月、浅草公会堂）
- 不知火検校 - 丹治弟玉太郎（2016年4月、歌舞伎座）
- 幻想神空海 - 橘逸勢（2016年4月、歌舞伎座）
- 義経千本桜 いがみの権太 - 主馬小金吾（2016年6月、歌舞伎座）
- 義経千本桜 吉野山 - 佐藤忠信 実は 源九郎狐（2017年1月、浅草公会堂）
- 棒しばり - 次郎冠者（2017年1月、浅草公会堂）
- 義経千本桜 渡海屋・大物浦 - 渡海屋銀平 実は新中納言知盛（2017年2月、大坂松竹座）（2018年2月、博多座）
- 鎌倉三代記 - 三浦之助義村（2017年6月、歌舞伎座）
- 盟三五大切 - 若党六七八右衛門（2017年7月、大阪松竹座）
- マハーバーラタ戦記 - 梵天・阿龍樹雷王子（2017年10月、歌舞伎座）
- 元禄忠臣蔵 御浜御殿綱豊卿 - 徳川綱豊卿（2018年1月、浅草公会堂）
- 双蝶々曲輪日記 引窓 - 濡髪長五郎（2018年1月、浅草公会堂）
- 滝の白糸 - 村越欣弥（2018年3月、歌舞伎座）
- 幸助餅 - 大黒屋幸助（2018年12月、歌舞伎座）
- 義賢最期 - 木曽先生義賢（2019年1月、浅草公会堂）
- 曽我綉侠御所染 御所五郎蔵 - 御所五郎蔵(2019年5月、歌舞伎座)
- 寿式三番叟 - 三番叟(2019年6月、歌舞伎座)
- 三人吉三巴白浪 - お嬢吉三（2019年10月、歌舞伎座）
- 風の谷のナウシカ - ユパ（2019年12月、新橋演舞場）
- 菅原伝授手習鑑 寺子屋 - 松王丸（2020年1月、浅草公会堂）
- 仮名手本忠臣蔵 祇園一力茶屋の場 - 大星由良之助（2020年1月、浅草公会堂）
- 元禄忠臣蔵 御浜御殿綱豊卿 - 富森助右衛門（2020年6月、博多座）※新型コロナウイルス感染症拡大に伴う緊急事態宣言により全公演中止
- 与話情浮名横櫛 - 鳶頭金五郎（2020年6月、博多座）※全公演中止
- 高坏 - 次郎冠者（2020年6月、博多座）※全公演中止
- 彦山権現誓助剱 毛谷村 - 毛谷村六助（2020年8月 - 9月 巡業）※全公演中止
- 二人椀久 - 椀屋久兵衛（2020年8月 - 9月 巡業）※全公演中止
- 四変化 弥生の花浅草祭 - 神功皇后、善玉、通人、獅子の精（2020年12月、歌舞伎座）
- 壽浅草柱建 - 曽我五郎時致（2021年1月、歌舞伎座）
- 勧進帳 - 富樫左衛門[B日程]（2021年4月、歌舞伎座）※一部公演中止
- コクーン歌舞伎「夏祭浪花鑑」 - 一寸徳兵衛／徳兵衛女房お辰（2021年5 - 6月、シアターコクーン / まつもと市民芸術館）
- 天竺徳兵衛新噺 小平次外伝 - 尾形十郎（2021年10月、歌舞伎座）
- 俄獅子 - 鳶頭（2021年10月、歌舞伎座）
- 難有浅草開景清 岩戸の景清 - 悪七兵衛景清（2022年１月、浅草公会堂）
- 傾城反魂香 土佐将監閑居の場 - 狩野雅楽之助（2023年１月、浅草公会堂）
- 連獅子 - 狂言師右近後に親獅子の精（2023年１月、浅草公会堂）
- 寿曽我対面 - 曽我五郎時致（2023年５月、歌舞伎座）
- 新作歌舞伎 刀剣乱舞 月刀剣縁桐 - 三日月宗近（2023年7月、新橋演舞場）[37][38]※演出を担当[17]
- 新作歌舞伎 流白浪燦星 - 石川五ェ門（2023年12月、新橋演舞場）

#### 自主公演
- 挑む 若き歌舞伎役者の舞（2009年11月28日、前進座劇場） - 松の羽衣、太刀盗人
- 挑む 歌舞伎役者の華麗な舞（2010年11月29日、玉川区民会館） - 鶴亀、二人椀久、棒しばり
- 挑む 歌舞伎役者の粋と意気（2011年8月20日・21日、前進座劇場） - 子宝三番叟、三社祭、与話情浮名横櫛-源氏店-
- 挑む 〜外伝〜（2012年8月6日・7日、セルリアンタワー能楽堂） - 翁千歳三番叟、狂言 樋の梅、素襖落
- 挑む 傾く者の繋ぐ技量（2013年8月22日・23日、日本橋公会堂） - 助六、三人吉三巴白浪-大川端庚申塚の場-、身替座禅
- 挑む 熱き役者の新たな軌跡（2014年8月13日 - 15日、日本橋公会堂） - 双蝶々曲輪日記-引窓-、お祭り
- 挑む 更なる幕へ勇みし気迫（こころ）（2015年8月8日、神奈川芸術劇場） - 操り三番叟、二人椀久、二人袴
- 挑む 〜外伝〜（2016年7月13日 - 15日、セルリアンタワー能楽堂） - 素踊り汐汲、橋弁慶、新設武悪
- 挑むVol.9 大阪公演（2017年8月4日-6日、ABCホール） - 三社祭、二人袴（ふたりばかま）
- 挑むVol.9 東京公演（2017年8月22日-24日、日本橋公会堂） - 番町皿屋敷（番町青山家の場）、乗合船恵方萬歳
- 挑むVol.10～完～（2021年8月13日-22日、本多劇場）「赤胴鈴之助」 - 赤胴鈴之助、平将門、金野鉄之助

#### 歌舞伎、自主公演以外
- アンタッチャブル（2011年5月、シアター1010、中日劇場、森ノ宮ピロティホール）
- ボクの四谷怪談（2012年9 - 10月、Bunkamuraシアターコクーン、森ノ宮ピロティホール）
- ロミオ&ジュリエット（2013年9 - 10月、東急シアターオーブ、梅田芸術劇場） - ベンヴォーリオ 役
- スリル・ミー（2014年11月、天王洲 銀河劇場） - 私 役
- 新春言の葉コンサート「竜馬がゆく」（2015年1月27日、名鉄ホール）
- エリザベート（2015年6 - 8月、帝国劇場） - ルイジ・ルキーニ 役
- ミュージカル 狸御殿（2016年8月、新橋演舞場） - 主演・狸吉郎 役
- 九月新派特別公演「振袖纒」（2016年9月、新橋演舞場） - 纒持ちの芳次郎 役 [12]
- 新感線☆RS『メタルマクベス』disc2(2018年9 - 10月、IHIステージアラウンド東京) - 主演・ランダムスター/マクベス魔Ⅱ夜　役
- IMY旗揚げコンサート〜まだ色々曖昧なトリオの明確な門出（2019年4月20日、Bunkamuraオーチャードホール）- 出演 山崎育三郎、尾上松也、城田優
- エリザベート（2020年4-5月、帝国劇場）※新型コロナウイルス感染症拡大に伴う緊急事態宣言により全公演中止
- 消えなさいローラ（2020年8月、本多劇場）- 葬儀屋、探偵 役
- 感謝の恩返しスペシャル企画 朗読劇「半沢直樹」（2020年9月12-13日、新国立劇場 中劇場）「繰り返される時…」「初恋の味」- 瀬名洋介 役
- IMY歌謡祭（2020年10月10日、東京国際フォーラム）- 出演 山崎育三郎、尾上松也、城田優
- あいまい劇場 其の壱「あくと」（2021年11月20日 - 12月5日、EXシアター六本木）
- 怖い絵（2022年3月4日 - 3月27日、よみうり大手町ホール、OSAKA TTホール）絵田光 役
- ショウ・マスト・ゴー・オン（2022年11月7日 - 12月27日、キャナルシティ劇場、京都劇場、世田谷パブリックシアター）
- スリル・ミー（2023年9月7日 - 10月1日、東京芸術劇場シアターウエスト）私 役
- ガラスの動物園 / 消えなさいローラ（2023年11月4日 - 11月21日、紀伊國屋ホール ほか） トム・ウィングフィールド役
- 夫婦パラダイス〜街の灯はそこに〜（2024年9月6日 - 27日、紀伊國屋ホール ほか）[39]
- エリザベート（2025年10月10日 - 2026年1月10日〈予定〉、東急シアターオーブ ほか） - ルイジ・ルキーニ 役[40]

### 映画
- シベリア超特急2（2001年） - 少年 役
- 源氏物語 千年の謎（2011年） - 頭中将 役
- NEWシネマ歌舞伎第22弾 三人吉三（2015年） - お坊吉三 役
- すくってごらん（2021年） - 主演・香芝誠 役[41]
- Gメン（2023年）[42]
- ミステリと言う勿れ（2023年） - 池本優人 役[43]

### 配信映画
- Demon City 鬼ゴロシ（2025年2月27日、Netflix） - 春原龍 役[44]
- 新幹線大爆破（2025年4月23日、Netflix）[45] - 福岡祐希[46] 役

### テレビドラマ
- NHK大河ドラマ
  - 八代将軍吉宗（1995年） - 源六（徳川吉宗の少年期） 役
  - 葵 徳川三代（2000年） - 片桐元包 役
  - 天地人（2009年） - 前田利長 役
  - おんな城主 直虎（2017年） - 今川氏真 役
  - 鎌倉殿の13人（2022年） - 後鳥羽上皇 役[47][48][49]
- 嫌われ松子の一生（2006年10月 - 12月、TBS） - 川尻紀夫 役
- おシャシャのシャン! （2008年1月10日、NHK総合） - 坂本亀志郎 役
- 新春ワイド時代劇寧々〜おんな太閤記（2009年、テレビ東京） - 小早川秀秋 役
- 必殺仕事人2009 第2話『厚顔無恥』（2009年、1月16日、朝日放送・テレビ朝日） - 加治田文蔵 役
- ぴんとこな 第4話（2013年8月8日、TBS） - バーテンダー 役
- ウロボロス〜この愛こそ、正義。 第2話（2015年1月23日、TBS） - 神谷真樹 役
- テレビ東京開局50周年特別企画 永遠の0（2015年2月11日・14日・15日、テレビ東京） - 景浦介山 役[50]
- ドラマスペシャル「名探偵キャサリン」（2015年9月5日、テレビ朝日） - 西川和彦 役
- 大阪環状線 ひと駅ごとの愛物語 第2話「私のカレは幸村様」（2016年1月19日、関西テレビ） - 正人 / 真田幸村 役（二役）[51]
- 早子先生、結婚するって本当ですか? 最終話（2016年6月16日、フジテレビ） - 十条慎介 役 [52]
- ヒポクラテスの誓い（2016年10月 - 、WOWOW） - 古手川和也 役
- 木ドラ25 さぼリーマン甘太朗（2017年7月7日 - 9月29日、テレビ東京） - 飴谷甘太朗 役（連続テレビドラマ初主演）
- BS笑点ドラマスペシャル（BS日テレ） - 桂歌丸（椎名巌）役[53]
  - 桂歌丸（2017年10月9日）
  - 五代目 三遊亭圓楽（2019年1月12日）
  - 初代 林家木久蔵（2020年1月11日）
  - 笑点をつくった男 立川談志（2022年1月2日）
- 太陽を愛したひと　〜1964あの日のパラリンピック〜（2018年8月22日、NHK総合） - 畑田和男 役
- 日曜劇場 半沢直樹（TBS） 
  - 半沢直樹II・エピソードゼロ〜狙われた半沢直樹のパスワード〜（2020年1月3日） - 瀬名洋介 役[54]
  - 2020年版（2020年7月19日 - 9月27日） - 瀬名洋介 役
- 課長バカ一代（2020年1月12日 - 3月22日、BS12 トゥエルビ） - 主演・八神和彦 役
- 月曜プレミア8 警視庁遺失物捜査ファイル（2020年8月24日、テレビ東京） - 白川圭吾 役
- 池波正太郎原作 上意討ち（2020年12月5日、BS-TBS） - 主演・田中源四郎 役（永山絢斗とのW主演）[55]
- 大富豪同心2（2021年5月28日 - 7月23日、NHK BSプレミアム） - 将軍・徳川家政 役
  - 大富豪同心スペシャル（2024年12月〈予定〉、NHK BSプレミアム4K）[56]
- 忠臣蔵狂詩曲No.5 中村仲蔵 出世階段（2021年12月4日・11日、NHK BSプレミアム）- 初代 尾上菊五郎 役[57]
- まったり!赤胴鈴之助（2022年1月8日 - 3月26日、テレビ大阪・BSテレ東） - 主演・赤胴鈴之助 役[58]
- ミステリと言う勿れ（2022年1月10日 - 3月28日、フジテレビ） - 池本優人 役[59]
  - ミステリと言う勿れ 特別編（2023年9月9日、フジテレビ）[60]
- やんごとなき一族（2022年4月21日 - 6月30日、フジテレビ） - 深山明人 役[61][62]
- 親愛なる僕へ殺意をこめて（2022年10月5日 - 11月30日、フジテレビ） - 佐井社 役[63][64]
- 女神の教室〜リーガル青春白書〜 第1話 - 第10話（2023年1月9日 - 3月13日、フジテレビ） - 風見颯 役[65][66]
- グレイトギフト（2024年1月18日 - 3月14日、テレビ朝日） - 神林育人 役[67]
- 生ドラ!東京は24時 -Starting Over-（2024年3月28日、フジテレビ） - 主演・葛谷潤一郎 役（鈴木保奈美、藤原丈一郎とトリプル主演）[68]
- 西園寺さんは家事をしない 第5話（2024年8月6日、TBS） - 前田一郎 役[69]
- 世にも奇妙な物語’24 冬の特別編「ああ祖国よ」（2024年12月14日、フジテレビ） - 主演・私 役[70]
- 藤子・F・不二雄 SF短編ドラマ シーズン3「換身」（2025年3月25日〈予定〉、NHK BSプレミアム4K）[71]

### テレビアニメ
- キラキラ☆プリキュアアラモード 第37話「サリュー！シエル、フランスへ去るぅー!?」（2017年10月22日、ABC・テレビ朝日系列） - ジャン＝ピエール・ジルベルスタイン 役[72]

### 劇場アニメ
- 映画 キラキラ☆プリキュアアラモード パリッと!想い出のミルフィーユ!（2017年） - ジャン＝ピエール・ジルベルスタイン 役[73]

### 吹き替え

#### 映画（吹き替え）
- モンスター・ヴァース - バーニー・ヘイズ 役
  - ゴジラvsコング（2021年）[74]
  - ゴジラxコング 新たなる帝国（2024年）[75]
- ヴェノム:レット・ゼア・ビー・カーネイジ（2021年）[76]
- スパイダーマン:ノー・ウェイ・ホーム（2022年） - クリアリー連邦捜査官 役[77]
- モービウス（2022年）[78]

#### アニメ
- モアナと伝説の海（2017年） - マウイ 役[79]
  - モアナと伝説の海2（2024年）[80]
- バッドガイズ（2022年） - 主演：ミスター・ウルフ 役[81]
- ウィッシュ（2023年）[82]

### テレビ番組

#### バラエティ・教養
- 心ゆさぶれ!先輩ROCK YOU（2010年4月 - 2012年3月、日本テレビ） - 準レギュラー
- 知られざる物語 京都1200年の旅（2012年4月 - 2014年9月、BS朝日） - 旅人
- メレンゲの気持ち（2014年11月 - 2016年3月、日本テレビ[83]） - MCメンバー
- プレミアムコント（NHK BSプレミアム）
  - 爆笑!ファクトリーハウス 笑けずり（シーズン1）（2015年8月14日 - 9月25日） - ナビゲーター
  - 笑けずりシーズン2（2016年8月26日 - 10月14日） - ナビゲーター
- 尾上松也の古地図で謎解き! にっぽん探究 （2015年10月 - 2017年3月、BS11） - ナビゲーター[84]
  - 尾上松也の謎解き歴史ミステリー（2017年4月 - 2018年3月、BS11） - ナビゲーター
  - 尾上松也 蔵出し!とことん歴史紀行（2018年4月2日 - 9月10日、BS11） - ナビゲーター
- 日経スペシャル 夢織人〜小さなトップ企業〜（2016年10月 - 2017年6月、テレビ大阪・BSジャパン） - 案内人
- ネプリーグ (フジテレビ)
  - 若手歌舞伎役者チームリーダー（2020年10月12日）
  - 歌舞伎俳優チームリーダー(2021年2月15日)
- 松也Pの○○○（2022年3月29日 - 2024年3月12日、BS松竹東急） - MC
- シャカレキ!〜社会歴史研究部〜（2022年4月2日 - 、日本テレビ） - 顧問：真実コウヘイ

特番
- 第65回NHK紅白歌合戦（2014年12月31日、NHK総合・ラジオ第1） - 審査員
- 尾上松也の泣いて!笑って!元気が出る言葉（2019年3月17日、BS11）
- ももいろ歌合戦（BS日テレ・ニッポン放送・AbemaTV、2020年12月31日）
- 忌憚ナク蔵の満足度調査（2021年2月11日、テレビ朝日）- 忌憚ナク蔵（調査員）
  - 企業満足度調査員 忖度ナシ蔵＆ナンシー（2021年4月14日、テレビ朝日） -　忖度ナシ蔵（調査員）
  - 企業満足度調査員 忌憚ナク蔵＆ナンシー（2021年8月11日・2022年10月15日、テレビ朝日） - 忌憚ナク蔵（調査員）
  - 企業満足度調査員 忌憚ナク蔵&ナンシー&ナシ太郎（2021年9月28日、テレビ朝日）- 忌憚ナク蔵（調査員）
  - 企業満足度調査員 忌憚ナク蔵&ナシ太郎（2023年1月7日、テレビ朝日）- 忌憚ナク蔵（調査員）
  - 企業満足度調査員 忌憚ナク蔵&ナク美（2023年5月20日、テレビ朝日）- 忌憚ナク蔵（調査員）
- 水曜NEXT!（フジテレビ）
  - 哀愁のど自慢、泣かないで…（2022年5月12日（11日深夜）・19日（18日深夜）） - MC
  - ステキな二番煎じ!!（2023年3月8日（7日深夜）・15日（14日深夜）） - MC
- 激録!未知の巨大生物を掘り当てろ!化石ハンター（2022年7月23日、BSテレ東）） - MC
- 名曲マスター（2023年1月1日、テレビ朝日） - MC
- SWITCHインタビュー 達人達「原辰徳 × 尾上松也」（2023年2月20日・27日、NHK Eテレ）
- はじめまして!一番遠い親戚さん（2023年8月15日、日本テレビ系列）

#### ドキュメンタリー
- 7年ごとの成長記録シリーズ （1992年 - 、NHK総合） - 7年毎に成長記録を放送される13人のうちの一人として7歳時から出演。
- 情熱大陸 （2014年7月20日、毎日放送）[85]
- ザ・ノンフィクション イケメン花ざかり どうぞ ごひいきに（2015年1月18日、フジテレビ）
- 歌舞伎俳優・尾上松也「挑む」31歳の素顔に密着（2016年8月6日、BS11）

### ネット番組
- 主役の椅子はオレの椅子（2020年9月16日 - 12月23日、ABEMA） - MC[86]
  - 主役の椅子はオレの椅子 シーズン2（2022年9月29 - 12月15日、ABEMA） - MC[87]
- #マベりまSHOW（2021年7月15日 - 2022年3月30日、YouTube「ソニー・ピクチャーズ 映画」） - アンバサダー

### ラジオ番組
- 邦楽ジョッキー（2008年4月 - 2011年3月、NHK-FM） - 10代目パーソナリティ
- 尾上松也のオールナイトニッポンGOLD（2015年12月11日、ニッポン放送） - ゲスト：坂東巳之助、坂東新悟、中村米吉、中村隼人
- 「アレク氏 2120」（2020年11月、Audible） - 蒔田慈朗 役[88]
- IMYのオールナイトニッポンGOLD（2021年）
- ミュ～コミ+プラス「百田夏菜子とラジオドラマのせかい」（2021年3月2日 - 23日、ニッポン放送） - 3月度マンスリーゲスト[89]

### CM
- オンワード樫山「五大陸」（2013年 - 2017年）
- 武田薬品工業「ベンザブロックLプラス」（2015年）
- イオン イオングループ「イオンの恵方巻・いわれ篇」（2016年）
- 井村屋
  - やわもちアイス（2016年4月 - ）[90]
  - あずきバー（2016年4月 - ）[91]
- TOKAIホールディングス
  - TOKAIホールディングス10周年記念（2021年）[92]
  - LIBMO（2021年）[93]
  - 「おいしい水の贈りもの うるのん」、「おいしい水の宅配便」、「しずくりあ」 水ソムリエ編（2023年）[94]
- Sky SKYPCE（2022年1月 - ）[95]
- ハウスウェルネスフーズ「ウコンの力」シリーズ「飲んどきゃいいことあるかもよ！」篇（2022年12月1日配信） - WEB動画CM
- EXNOA「刀剣乱舞-ONLINE-」（2023年4月26日 - ）
- ニッスイ「まんぞくプレート」シリーズ（2024年3月 - ）[96]

### 雑誌

#### 電子雑誌
- GOODA 11月号（2023年11月15日、株式会社ブランジスタメディア） - カバーモデル[97]

## 歌
- 俺のおかげさ(日本語版)（2017年、『モアナと伝説の海 オリジナル・サウンドトラック(日本語版)』収録）
- 夏の終りのハーモニー（2017年、山崎育三郎とのデュエット。山崎育三郎のアルバム『1936 〜your songs II〜』収録）
- あけてみよう!（2019年、NHK Eテレ『みいつけた!さん』オープニング・テーマ。CD『みいつけた!チャオ』収録）

## 監修
- ANA機内安全ビデオ　歌舞伎バージョン（2018年12月〜2021年10月）[98]

## 受賞
- 国立劇場特別賞（1991年） - 盛綱陣屋高綱　一子小四郎役にて受賞
- 国立劇場特別賞（1993年） - 源平布引滝　倅太郎吉役にて受賞
- 歌舞伎座賞（1993年） - 実録先代萩　一子千代松役にて受賞
- 国立劇場特別賞（1996年） - 妹背山婦女庭訓　倅三作役にて受賞
- 第11回日本映画批評家大賞（2001年） - 「シベリア超特急2」で新人賞[99]
- ネイルクイーン2014（2014年） - メンズ部門
- 第37回松尾芸能賞新人賞（2016年）[100]
- 第33回浅草芸能大賞新人賞（2016年度）